# Shizuya Sato
Pour les articles homonymes, voir Satō.
Sato Shizuya (1929-2011), né à Tokyo, Meijin 10e dan de Nihon jujutsu, Hanshi 9e dan de judo, est chef instructeur et cofondateur de l'IMAF. 

## Biographie
Enfant il étudia le judo sous la direction de son père qui était lui-même instructeur de judo de la police métropolitaine. Après être gradué de l'Université Meiji Gakuin, en 1949, il rejoint la section judo du Kodokan. En 1951, il participe à la fondation de la prestigieuse Kokusai Budoin. En 2012, il est nommé au titre exceptionnel de Meijin en même temps qu'Hirokazu Kanazawa.